# Platón Chijachov
Platón Aleksándrovich Chijachov (en idioma ruso: Плато́н Алекса́ндрович Чихачёв, también escrito Platon de Tchihatcheff en la bibliografía francesa) (1812 - 13 de mayo de 1892) fue un viajero y explorador ruso, miembro fundador de la Sociedad Geográfica Rusa. Hermano menor del también explorador Piotr Chijachov, viajó a América del Norte y del Sur, recorrió los Pirineos en Europa, y exploró África del Norte y Asia Central. Fue el primero en el mundo en escalar el volcán Pichincha (4776 m) en los Andes y el punto más alto de los Pirineos, el pico Aneto (3404 m).

## Semblanza
Platón Chijachov nació en 1812 en Gátchina (una localidad cercana a San Petersburgo), en el seno de la familia del coronel Alexander Petróvich Chijachov, un exmiembro del regimiento Preobrazhenski que se había convertido en un alto funcionario de la Corte Imperial y responsable de Gátchina, donde vivía la emperatriz viuda. Era el hermano menor del también explorador y geógrafo Piotr Chijachov. Después de la jubilación del padre en 1820, la familia se mudó a Tsarskoïe Selo, donde durante su adolescencia se educó en su propio hogar, para posteriormente iniciar estudios superiores en la Universidad de San Petersburgo.
Ingresó en la carrera militar, pero en 1832 renunció al ejército ruso para poder emprender numerosos viajes por Europa (Suiza), América Central y del Sur, y por Asia. En 1839-1840 cruzó la cordillera boliviana. Recomendado por Alexander von Humboldt como erudito, participó en una expedición rusa contra la ciudad de Jiva en Turquestán.
Miembro fundador de la Sociedad Geográfica Rusa, falleció en la localidad francesa de Versalles en 1892.

### Servicio militar
Desde 1828 se incorporó al servicio militar como joven oficial en el Regimiento de Lanceros de San Petersburgo. Participó en la guerra contra Turquía en 1828-1829, interviniendo en el asedio de las ciudades de Silistra y Shumen (actualmente pertenecientes a Bulgaria), así como en la guerra por el dominio ruso en Polonia de 1831. En 1829, en reconocimiento a su valentía en la batalla de Kulevicha, fue ascendido a capitán por méritos de guerra.
Estando destinado con el regimiento de ulanos en Bucarest, conoció el libro del geógrafo y viajero alemán Alexander von Humboldt "Viaje a los equinoccios de los países del Nuevo Mundo", como entonces se llamaba al continente americano. El libro de Humboldt causó una fuerte impresión en el joven y enérgico oficial, y Chijachov comenzó a pensar en dejar el servicio militar y emprender un viaje para recorrer Estados Unidos. En 1833 presentó su renuncia y se retiró del ejército, lo que hizo posible cumplir su sueño.
El servicio militar le endureció físicamente y le dotó de habilidades teóricas y prácticas que posteriormente le permitieron convertirse en un viajero competente y en uno de los primeros escaladores exitosos del mundo.

### Viajes por Europa y América
En 1835 emprendió un viaje de tres años. Primero visitó Escocia e Inglaterra, desde donde llegó a Francia. A continuación se dirigió a Italia, navegando acto seguido desde Palermo hasta Filadelfia. Viajó a través de Canadá hasta el lago Superior, remontó los ríos Misisipi y Ohio, y desde este último regresó a Nueva York. Continuó su viaje por mar hasta el puerto de Veracruz en México, donde reinició su recorrido a caballo. Desde Acapulco, alcanzó por mar el puerto de Guayaquil en el Ecuador, y de nuevo a caballo, llegó a Quito, la capital del país andino. El investigador recordaría más adelante:

... Lo desconocido tenía para mí un encanto inexplicable, y los obstáculos solo enardecían mi curiosidad.

La cordillera de los Andes y sus altas cimas, capturaron la imaginación del joven viajero de 24 años de edad. Chijachov intentó dirigirse a las montañas desde la ciudad colombiana de Bogotá, pero debió renunciar debido a las tensiones políticas y al conflicto militar existente en la región. Su segundo intento de cruzar los Andes desde Perú a través de las ciudades del Callao, Lima y Cuzco fracasó de nuevo. Sin embargo, inspirado por las ascensiones de Alexander von Humboldt, fue el primero en el mundo en escalar con éxito el volcán Pichincha (4776 m). El escalador-viajero ruso también escaló el volcán Pasco y otras montañas americanas. Más adelante llegó al puerto chileno de Valparaíso a bordo de la corbeta francesa "Ariana". De aquí pasó a la capital de Chile, Santiago de Chile, ciudad que describió en sus memorias.
Por tercera vez, habiendo contratado un guía y tres mulas, el incansable explorador decidió cruzar el continente sudamericano de oeste a este, afrontando un recorrido con una longitud de más de 1200 km. Subiendo por senderos montañosos semidesérticos a lo largo del valle del río Maipo, los viajeros llegaron a la mina de plata abandonada de la Cumbre, situada a una altitud de 3965 m, alcanzando un paso que les permitió cruzar la cordillera de los Andes. En las laderas orientales de la cordillera, conoció una exuberante vegetación tropical y una rica fauna. Habiendo llegado a la ciudad de Mendoza donde descansó un tiempo, avanzó hacia el este cruzando la llanura hasta el océano Atlántico. Posteriormente, el viajero describió en detalle su ruta por la Pampa y su entorno nataural. En Buenos Aires, se reunió y conversó con marineros ingleses, que debían rodear con sus fragatas América del Sur por el cabo de Hornos para dirigirse a la India, donde el gobernador general británico Auckland se preparaba para invadir Afganistán, amenazando la frontera del Imperio Ruso en Asia. Esta noticia le alarmó, y le impulsó a considerar el futuro inicio de un estudio sobre Asia Central. Entre tanto, se dirigió a la costa de Tierra de Fuego, en el extremo sur de América.
Durante tres años de viaje por América, Chijachov recorrió varios miles de kilómetros en barco, a pie, a caballo y en mulas, desde las orillas del lago Ontario en Canadá hasta las frías aguas del océano Austral. Recolectó una cantidad colosal de diversos materiales en forma de observaciones y niveles barométricos, que registró en sus cuadernos de campo, convirtiéndose en el primer viajero ruso que cruzó Sudamérica de oeste a este a través de la cordillera andina, desde el océano Pacífico al océano Atlántico.

### Regreso a Europa y encuentro con Humboldt
Tras llegar a Europa, los papeles de Chijachov fueron robados en París, de forma que se perdió la mayor parte de sus preciados cuadernos de campo con las observaciones científicas que el investigador había registrado durante su recorrido por América. En 1838 viajó desde París a Berlín para reunirse con Alexander von Humboldt. El geógrafo alemán reaccionó con gran simpatía a los planes del joven viajero ruso de adentrarse en las regiones inexploradas de Asia Central, y escribió una carta de recomendación al Ministro de Finanzas del Imperio Ruso, el conde Georg von Cancrin, donde señaló que:

... poseedor del coraje y de los talentos naturales más preciados, [Platón Chijachov] tiene el deseo de dedicar su vida a algo maravilloso, por ejemplo, un viaje a Asia Central. <...> Su deseo de conocimiento no es una apariencia vacía. Este es un excelente joven, ante cuyos ojos pueden desvanecerse grandes expectativas si no obtiene apoyo en su patria.

El famoso geógrafo europeo envió personalmente una recomendación similar al emperador ruso Nicolás I. Pero el zar tenía una opinión diferente: era muy hostil con los hermanos Chijachov, quienes estaban imbuidos del espíritu de la libertad y la democracia europeas, y no ocultaban su simpatía por los decembristas. Además, en contra de cualquier expedición a las regiones interiores de Asia Central estaba el ministro de Relaciones Exteriores del Imperio Ruso, Karl Nesselrode, un cortesano astuto y un diplomático extremadamente cauteloso.

### En París y Berlín
En la capital de Francia, asistió en 1838 a las conferencias de eminentes científicos, como François Arago o Jean-Baptiste Élie de Beaumont. En Berlín, asistió a las conferencias del profesor Karl Ritter, autor de una grandiosa obra enciclopédica que por primera vez recopiló toda la información disponible en aquella época sobre la geografía de la Tierra.

### Campaña de Jiva y misión fallida a la India británica
A su regreso a Rusia, Chijachov adquirió sólidos conocimientos en la determinación práctica de las coordenadas geográficas de puntos sobre el terreno, sin las que la confección de mapas precisos es simplemente imposible. En el Observatorio de Pulkovo, cerca de San Petersburgo, completó su formación con los famosos astrónomos Friedrich Georg Wilhelm von Struve y Otto Wilhelm von Struve, adquiriendo los conocimientos necesarios para acometer el estudio científico de Asia Central.
En 1839 pudo superar las dificultades para ser incluido entre los integrantes de la campaña a Jiva en Asia Central, organizada por el ejército ruso bajo el liderazgo del general Vasili Perovski. En verano era prácticamente imposible acercarse a Jiva, con temperaturas del aire a la sombra de hasta 45° y en la superficie de la arena de hasta 90° La expedición partió de Oremburgo en noviembre, pero durante el camino se desencadenó un temporal de viento Burán, que produjo fuertes heladas. El destacamento alcanzó las laderas de la meseta de Ustyurt, pero habiendo perdido numerosos soldados y oficiales, el general Perovskii ordenó el regresó del cuerpo expedicionario en la primavera de 1840.
En ese momento, Chijachov se ofreció como voluntario para hacer un viaje extremadamente peligroso y largo al kanato de Jiva, a la cordillera del Pamir y a través del Tíbet hasta la India. Como capitán retirado y voluntario, se le encomendó la misión de explorar la zona montañosa de la cordillera del Pamir más cercana a las fronteras rusas. Desde allí, a través del Tíbet, planeó penetrar en secreto en las posesiones británicas de la India para obtener datos para la inteligencia militar, y después regresar al imperio ruso con un informe detallado sobre el viaje y las áreas visitadas. El período de rivalidad geopolítica por la influencia en Asia Central entre los británicos y los rusos es conocido dentro de la historia del Reino Unido como El Gran Juego. El Estado Mayor del ejército ruso estaba muy interesado en la ejecución de este plan de reconocimiento, pero el ministro de Asuntos Exteriores, Karl Nesselrode, que temía legítimamente una reacción muy negativa del Imperio Británico si se descubría la misión secreta de Chijachov en la India británica, se negó a ejecutar este plan.
En una campaña militar contra Jiva, Chijachov demostró ser un valeroso combatiente cuando su destacamento quedó aislado en el desierto durante el invierno. Tuvieron que comer carne de caballo varios días, mientras se defendían con rifles y pistolas de las partidas enemigas que los hostigaban continuamente. Chijachov fue propuesto por el general Perovskii a la Cruz de San Jorge, pero el emperador Nicolás I tachó su nombre de la lista de los condecorados, escudándose una razón formal: de acuerdo con el Reglamento de premios, una orden militar no podía otorgarse a un civil. Con el permiso del emperador, Chijachov finalmente recibió "algún tipo de cruz civil" por su destreza militar y el coraje demostrado en la campaña de Jiva de 1839-1840.
Una de las principales razones del fracaso de la campaña de Jiva fue el desconocimiento de la geografía de la región. Para evitar desastres similares, V. A. Perovski y el propio Chijachov pusieron cinco años después los cimientos de lo que se convertiría en la Sociedad Geográfica Rusa. Los resultados de sus observaciones meteorológicas en la zona de Jiva, obtenidos con tantas dificultades, fueron enviados a Francia y publicados en las Actas de la Academia de Ciencias de París.
Chijachov recordaría más adelante que después de la campaña de Jiva, se vio obligado a partir hacia Argelia y Europa "para mejorar su salud".

### La subida del Aneto
En los Pirineos, escaló el monte Perdido y el pico Viñamala con su guía Pierre Sanio, así como el pic du Midi de Bigorre.
Desde Bañeras de Luchón, realizó el 20 de julio de 1842 la primera ascensión al pico Aneto, conocido por entonces en Francia como el Néthou, el punto más alto de los Pirineos, en compañía de su guía Pierre Sanio (originario del pueblo de Luz-Saint-Sauveur); de los cazadores de rebecos (procedentes de Bañeras de Luchón) Pierre Radonet (conocido como Nate) y Bernard Arrazau (conocido como Ursule); y de Albert Belhomme de Franqueville y su guía Jean Sors (conocido como Argarot), porteador especializado en travesías de montaña. Para evitar el glaciar, situado en la cara norte, que hoy constituye el "recorrido normal", pero que entonces era el terror de los escaladores desde la desaparición del guía Pierre Barrau en el vecino glaciar de la Maladeta, el equipo rodeó el macizo montañoso y se acercó a la cima por su cara sur.
El 23 de julio de 1842, Chijachov, Laurent (profesor de química en la facultad de Burdeos), Arrazau, Redonnet y Sanio volvieron a salir para atacar de nuevo la cumbre del Aneto, con el fin de completar las observaciones barométricas para determinar la altura de la cima, mientras que Franqueville permaneció en la Renclusa. Pasando por el glaciar del Aneto (ruta ideada por Parrot unos años antes y actualmente la ruta habitual), el 24 de julio de 1842 se completó la segunda ascensión de la montaña más alta de los Pirineos.
Chijachov publicó dos textos relatando su conquista de la cumbre de los Pirineos: un relato bastante breve, leído el  18 de agosto en la Real Academia de Toulouse, y publicado el  28 de agosto de 1842 en el Journal de Toulouse, politique et littéraire, conocido solo por algunos estudiosos pirineistas; y un texto más amplio titulado Ascension au Pic de Néthou, publicado en octubre del mismo año en la Revista Universal del Instituto de Ciencias y Sociedades Científicas de Francia y del Extranjero. Su relato está escrito desde el punto de vista de un explorador de formación científica, y las comparaciones con otras montañas del mundo son numerosas. Las últimas páginas del texto incluyen observaciones meteorológicas, medidas barométricas y las temperaturas medias de los ríos; así como una relación de los elementos botánicos y  entomológicos (con una relación de los insectos encontrados en los glaciares) recogidos por Franqueville.
Sin embargo, los textos de Chijachov quedaron rápidamente eclipsados por los de su compañero de escalada Albert de Franqueville, quien publicó en 1845 la obra "Voyage à la Maladetta" (Viaje a la Maladeta), que se convirtió en la referencia sobre el tema. Sin embargo, el texto de Franqueville solo sería una mala copia del de Chijachov, y en el que además no figuraba el tema de la segunda ascensión debido a que el francés no participó en ella. El comentario negativo incluido al comienzo del texto de Chijachov acerca del estilo de la Historia en el Monte Perdido escrita por el pionero francés Louis Ramond de Carbonnières (1755-1827), parece ser una de las razones que empujaron a los más fervorosos pirineistas posteriores como el también francés Henri Beraldi (1849-1931), a reducir el papel de Chijachov al de un simple acompañante de Franqueville, aunque en realidad parece que el ruso fue el líder de la expedición.

### Últimos años de vida en Europa Occidental

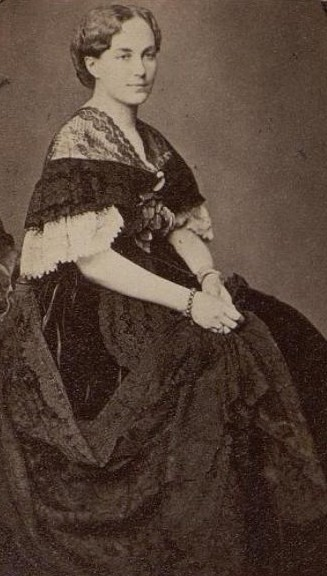
Ekaterina Feodorovna Offenberg

En 1856 se casó con la baronesa Ekaterina Feodorovna Offenberg (1830-1888), dama de compañía de la corte rusa (1849) e hija del barón Fiodor Petrovich Offenberg. Hasta 1874, la pareja vivió principalmente en París; y desde 1874 hasta 1880 en Wiesbaden, en Alemania. Pasó sus últimos años en Cannes, en el sur de Francia. Durante este tiempo, escribió varios artículos con estudios sobre distintos países, publicados en Rusia. En reconocimiento a sus servicios en beneficio de la ciencia geográfica, fue elegido miembro honorario de varias sociedades científicas y academias de Europa.
La vida de Chijachov durante sus últimos años fue ajena a las conexiones sociales y a los honores que correspondían a un científico de su rango. Trató de dar a sus hijos la misma esmerada educación que él mismo recibió, y su hijo Fyodor Platonovich llegó a ser un reputado mineralogista.
Chijachov murió en 1892 en Versalles, después de haber sobrevivido brevemente a su mujer. Según su testamento, su cuerpo se trasladó a Niza y se enterró junto al de su esposa.
Hijos:
- Fiodor Platonovich (1859-1919), mineralogista, trabajó en Alemania y Francia, regresó a Rusia, donde fue arrestado en 1919 en Moscú, y luego trasladado a Nizni Nóvgorod, donde murió en septiembre del mismo año. Estaba casado con Maria Petrovna Albedinskaya (1863-1928), hija de Piotr Pavlovich Ledinskii.
- Vera Platonovna (19/03/1863; París -?), ahijada de Konstantín Chevkin y de la Princesa E. P. Kochubey.
- Lyubov Platonovna (05/02/1866; París -1940), enterrada en el cementerio ruso de Niza, junto a la tumba de su padre.
- Ana Platonovna.

## Legado
- En la loma de Llosas, en el macizo de la Maladeta, las agujas de Argarot (3035 m), Tchihatcheff (3052 m) y Franqueville (3065 m) llevan los nombres de sus primeros escaladores y de uno de sus guías, Jean Sors (conocido como Argarot).